# 硼氢化锌
硼氢化锌是一种易燃的无机化合物，化学式为Zn(BH4)2，有强还原性。

## 制备
硼氢化锌可以通过无水氯化锌和硼氢化钠反应制备：
ZnCl2 + 2 NaBH4 → Zn(BH4)2 + 2 NaCl

## 性质
硼氢化锌具有还原性，其还原能力与氢化铝锂(LiAlH4)相当，选择性更好。它长期放置会变质，加入N,N-二甲基甲酰胺(DMF)与其形成配合物增加其稳定性。

## 配合物
硼氢化锌可以和氨形成配合物，分子式为Zn(BH4)2·2NH3，受热时NH3上的一个氢和BH4-上的一个氢之间的氢键发生断裂：Hδ+ + Hδ- → H2，进而分解：
nZn(BH4)2·2NH3 → [Zn(BH3NH2)2]n + 2n H2

## 用途

### 有机合成
硼氢化锌可以对醛（酮）、羧酸及衍生物、亚胺、腈、环氧化合物、烯（炔）等进行选择性还原，对手性分子还具有良好的立体选择性。

### 商业应用
硼氢化锌不能长期放置，因此其商业应用受到了限制。